# Бушув (Гожовський повіт)
Бушув (пол. Buszów, нім. Hammer-Langestück) — село в Польщі, у гміні Любішин Гожовського повіту Любуського воєводства.
Населення — 14 осіб (2011).

## Демографія
Демографічна структура станом на 31 березня 2011 року:
|          | Загалом | Допрацездатний вік | Працездатний вік | Постпрацездатний вік |
| -------- | ------- | ------------------ | ---------------- | -------------------- |
| Чоловіки | 10      | 0                  | 9                | 1                    |
| Жінки    | 4       | 0                  | 2                | 2                    |
| Разом    | 14      | 0                  | 11               | 3                    |